# Philotheria discalis
Philotheria discalis är en insektsart som först beskrevs av Walker 1858.  Philotheria discalis ingår i släktet Philotheria och familjen Dictyopharidae. Inga underarter finns listade i Catalogue of Life.